# یوسف د باکر

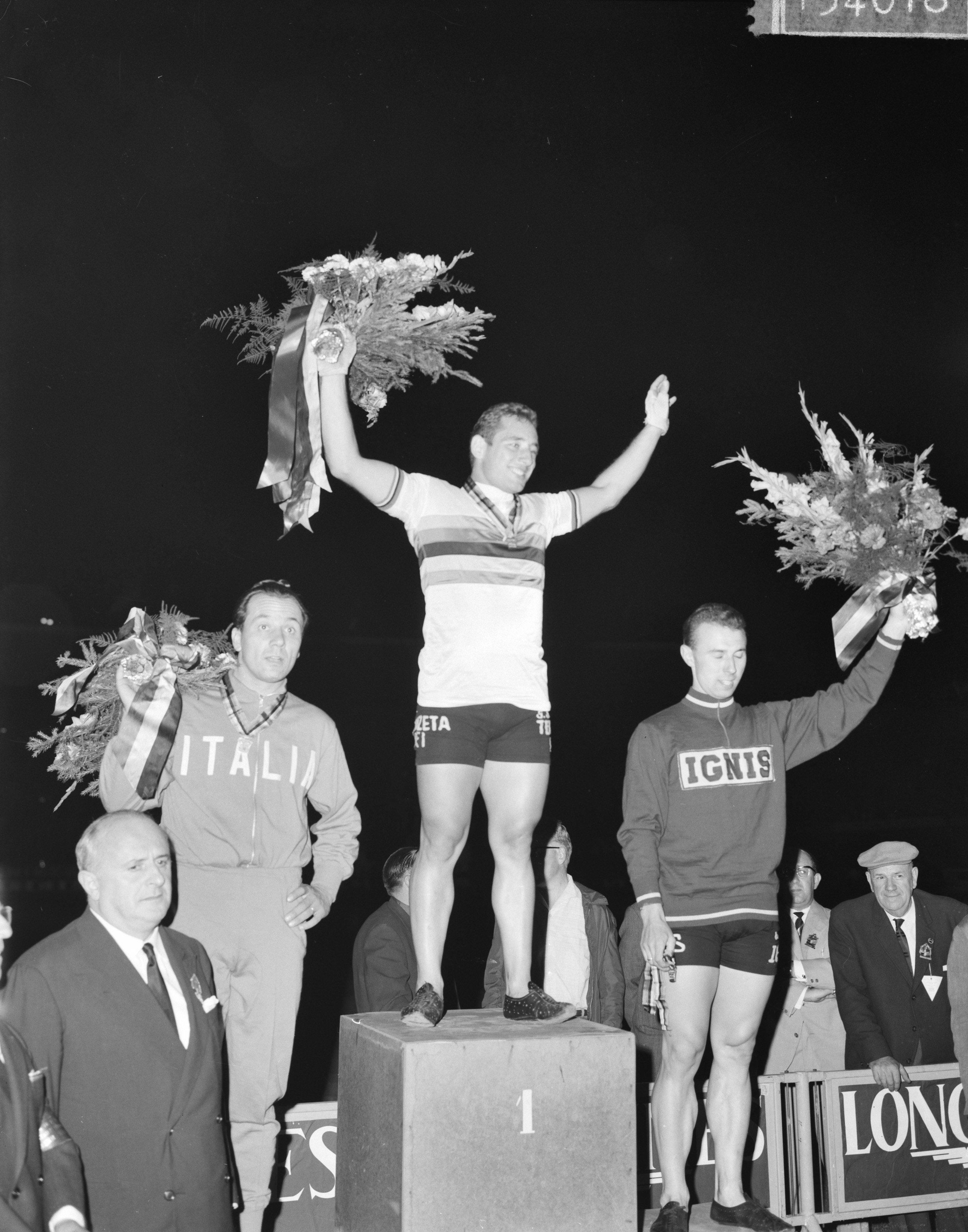
یوسف د باکر (انگلیسی: Joseph De Bakker؛ زادهٔ ۲۷ مهٔ ۱۹۳۴) دوچرخه‌سوار اهل بلژیک است.